# Рота д'Имања
Рота д'Имања (итал. Rota d'Imagna) је насеље у Италији у округу Бергамо, региону Ломбардија.
Према процени из 2011. у насељу је живело 856 становника. Насеље се налази на надморској висини од 666 м.

## Становништво
Према резултатима пописа становништва 2011. у општини је живело 926 становника.
| 1931. | 1936. | 1951. | 1961. | 1971. | 1981. | 1991. | 2001. | 2011. |
| ----- | ----- | ----- | ----- | ----- | ----- | ----- | ----- | ----- |
| 1.192 | 917   | 1.017 | 950   | 825   | 810   | 815   | 856   | 926   |